# Абдулла-паша Кепрюлю
Абдулла-паша Кепрюлю (*1684—1735) — державний та військовий діяч Османської імперії.

## Життєпис
Походив зі знатного та впливового роду Кепрюлю. Син великого візира Фазіл Мустафи Кепрюлю. Народився у 1684.
У 1700 оженився на доньці Сеїда Фейзулли-ефенді, шейха-уль-іслама Османської імперії.
У 1702 отримав посаду нушаджи. Того ж року призначається на посаду санджакбея Ханьї (Критський еялет). У 1705 очолив санджак Сакиз (о. Хіос) в еялеті Архіпелаг. У 1707 стає санджакбеєм Сівасу в еялеті Рум.
У 1709 очолив Трабзонський еялет. У 1710 стає санджакбеєм Халкиди. У 1712 призначається на посаду бейлербея Мосульського еялету, а в 1715 — Айдинський. У 1716 отримує посаду Єрусалимського санджакбея. Того ж року султан Ахмед III надав Абдуллі Кепрюлю ранг паші. Невдовзі стає санджакбея Испарти.
У 1717 призначається на посаду паші еялету Дамаск. Напередодні підготовки до війни з Іраном у 1720 призначається на посаду ерзурумського паші. У 1723 переведено до санджаку Ван, який у 1724 стає еялетом. Його головою призначено Абдуллу-пашу.
Того ж року дістав посаду сераскера, очоливши війська імперії проти Ірану. Очолив війська, що рушили проти Єревану, завдавши поразки хану Міхралі, а потім захопив Єреван. За цим рушив на захоплення південного Азербайджану. Після запеклого спротиву здолав хойського хана, після чого зайняв місто Хой, а потім Зобуз і Маранд. Слідом за цим після тривалих боїв зайняв Тебріз. яЗа ці успіхи призначається новим пашею Тебрізького еялету. Облаштував провінцію, зміцнивши тут османську владу.
У 1726 призначено очільником Сідонського еялету. У 1728 отримує посаду санджакбея Кандії. У 1729 султан надав Абудллі Кепрюлю посаду паші Єгипетського еялету. Тут підтримав клани мамлюків Факарія і Каздуглія проти клану Касимія, надавши очільнику першого Зу'ль-Факар-бею допомогу проти Мухаммад-Черкес-бея, який загинув 1730 року. Невдовзі за таємний наказом паши було вбито Зу'ль-Факар-бея.
У 1731 повернуто на посаду санджакбея Кандії. У 1732 стає головою Бендерського санджакбея (в князівстві Молдова). У 1733 переведено до санджаку Конья.
У цей час почалася нова війна з Іраном. З потужним військом у 75 000 вояків Абдулла-паша Кепрюлю виступив проти Надир Шаха, що мав у 4—5 разів менше військ. Внаслідок битви при Єгварді османські війська зазнали нищівної поразки, а Абдулла-паша загинув.